# Samuel Pollard
Pour les articles homonymes, voir Pollard.
Samuel D. Pollard est un monteur, producteur, metteur en scène et scénariste afro-américain de cinéma.

## Biographie

### Les débuts
Samuel D. Pollard commence sa carrière en 1972, comme monteur pour Victor Kanefsky après avoir suvi des cours dans un atelier organisé par WNET. Il obtient une licence ès-lettres (BA) au Baruch College, en 1973. Il est aussi l'assistant, à New York, de George Bowers, le monteur de A League of Their Own, The Good Son et The Stepfather. Lorsque Bowers passe à la mise en scène, au début des années 1980, Samuel Pollard monte pour lui Body and Soul (en) pour Cannon Pictures et Private Resort pour for TriStar. 
Il travaille aussi avec le cinéaste documentaire Sinclair Bourne et réalise le montage des programmes pour enfants Vegetable Soup et The Children's Television Workshop's 3-2-1-Contact, pour NBC. Il reçoit deux Emmy Awards pour ces programmes. En 1988 et 1989, il produit à Boston, deux spectacles pour la série Eyes on the Prize de Henry Hampton pour Blackside. L'un d'entre eux lui vaut un Emmy Award.

### Le collaborateur de Spike Lee
Durant l'été 1988, il rencontre Spike Lee, qui l'embauche pour le montage de Mo’ Better Blues. Il va ensuite réalise le montage de plusieurs films de ce réalisateur. Il est, en 1993, le producteur, pour The American Experience, du documentaire Goin' Back to T-Town, sur la vie de la communauté noire de Tulsa, dans l'Oklahoma, durant la ségrégation légale. 
En 1997, il produit une série documentaire de Hampton, I'll Make Me A World: Stories of African-American Artists and Community qui lui vaut le George Peabody Award. La même année, Four Little Girls, documentaire coproduit avec Spike Lee, retraçant les attentats à la bombe dans l'église de Birmingham en 1965, est sélectionné pour un Academy Award. 
En 2003, le documentaire Brother Outsider, dont il est le producteur exécutif, fait partie de la sélection officielle du festival de Sundance. Dans les années 2000, l'esquisse documentaire Spike Lee Presents Mike Tyson, coproduite avec Spike Lee pour HBO, reçoit un Emmy Award. Samuel D. Pollard enseigne le montage de films et de vidéos en première année, au Kanbar Institute of Film & Television de l'École d'arts Tisch (Tisch School of the Arts), l'Université de New York. Il participe occasionnellement aux travaux du Fonds national pour les lettres (National Endowment for the Humanities), du Fonds national pour les arts (National Endowment for the Arts) et du Service indépendant de télévision (ITVS). 

## Récompenses
Samuel D. Pollard a reçu quatre Emmy Award, le George Peabody Award, et a été sélectionné pour un Oscar et un Academy Award.

## Filmographie

### Comme monteur
- Dateline: Israel.
- 1978 - Just Crazy About Horses, documentaire.
- 1981 - Night of the Zombies.
- 1981 - Body and Soul, de George Bowers.
- 1984 - Smithsonian World, série télévisée.
- 1984 - Style Wars, documentaire.
- 1985 - Private Resort, de George Bowers.
- 1985 - Tornado!.
- 1985 - Nova, série documentaire télévisée.
- 1987 - Distant Harmony, déocumentaire.
- 1988 - Depression, documentaire.
- 1990 - Mo' Better Blues, de Spike Lee.
- 1991 - Jungle Fever, de Spike Lee.
- 1992 - Juice.
- 1994 - Que la chasse commence.
- 1994 - No Dreams Deferred.
- 1995 - Clockers.
- 1996 - Girl 6, de Spike Lee.
- 1997 - 4 Little Girls, documentaire.
- Fires In The Mirror, film d'art de George Wolfe, avec Anna Deveare Smith.
- 2000 - The Very Black Show.
- 2000 - Half Past Autumn: The Life and Works of Gordon Parks, documentaire télévisé.
- 2002 - Hookers at the Point, documentaire vidéo.
- 2004 - Chisholm '72: Unbought & Unbossed, documentaire.
- 2004 - Isn't This a Time! A Tribute Concert for Harold Leventhal, documentaire.
- 2005 - Twelve Disciples of Nelson Mandela, documentaire.
- 2006 - Katrina, mini-série documentaire télévisée.
- 2007 - Pete Seeger: The Power of Song, documentaire.
- 2009 - By the People: The Election of Barack Obama, documentaire.
- 2010 - Gerrymandering, documentaire.
- 2010 - Joe Papp in Five Acts, documentaire.
- 2010 - If God Is Willing and da Creek Don't Rise, série documentaire télévisée.
- Bamboozled, de Spike Lee

### Post-production
- 2010 - The Griot, documentaire.

### Comme producteur
- 1988 - Eyes on the Prize, documentaires (deux spectacles).
  - 1989 - Eyes On The Prize II: America at the Racial Crosswords, documentaire de Henry Hampton.
- 1993 - Goin' Back to T-Town, documentaire.
- 1997 - I'll Make Me A World: Stories of African-American Artists and Community, série documentaire de Henry Hampton.
- 1997 - 4 Little Girls, documentaire, avec Spike Lee.
- Brother Outsider, documentaire.
- Spike Lee Presents Mike Tyson, esquisse documentaire, avec Spike Lee.